# البطولة الوطنية المجرية 1953
البطولة الوطنية المجرية 1953 (بالمجرية: 1953-as magyar labdarúgó-bajnokság)‏ هو الموسم 51 من  البطولة الوطنية المجرية. أشرف على تنظيمه اتحاد المجر لكرة القدم، وكان عدد الأندية المشاركة فيه  14، وفاز فيه نادي بودابست.